# Jakob Prandtauer
Jakob Prandtauer (Stanz bei Landeck (Tirol), 1660. július 16. – Sankt Pölten, 1726. szeptember 16.) osztrák építőmester, a barokk egyik legkiemelkedőbb osztrák mestere, a melki apátság építője.

## Életpályája

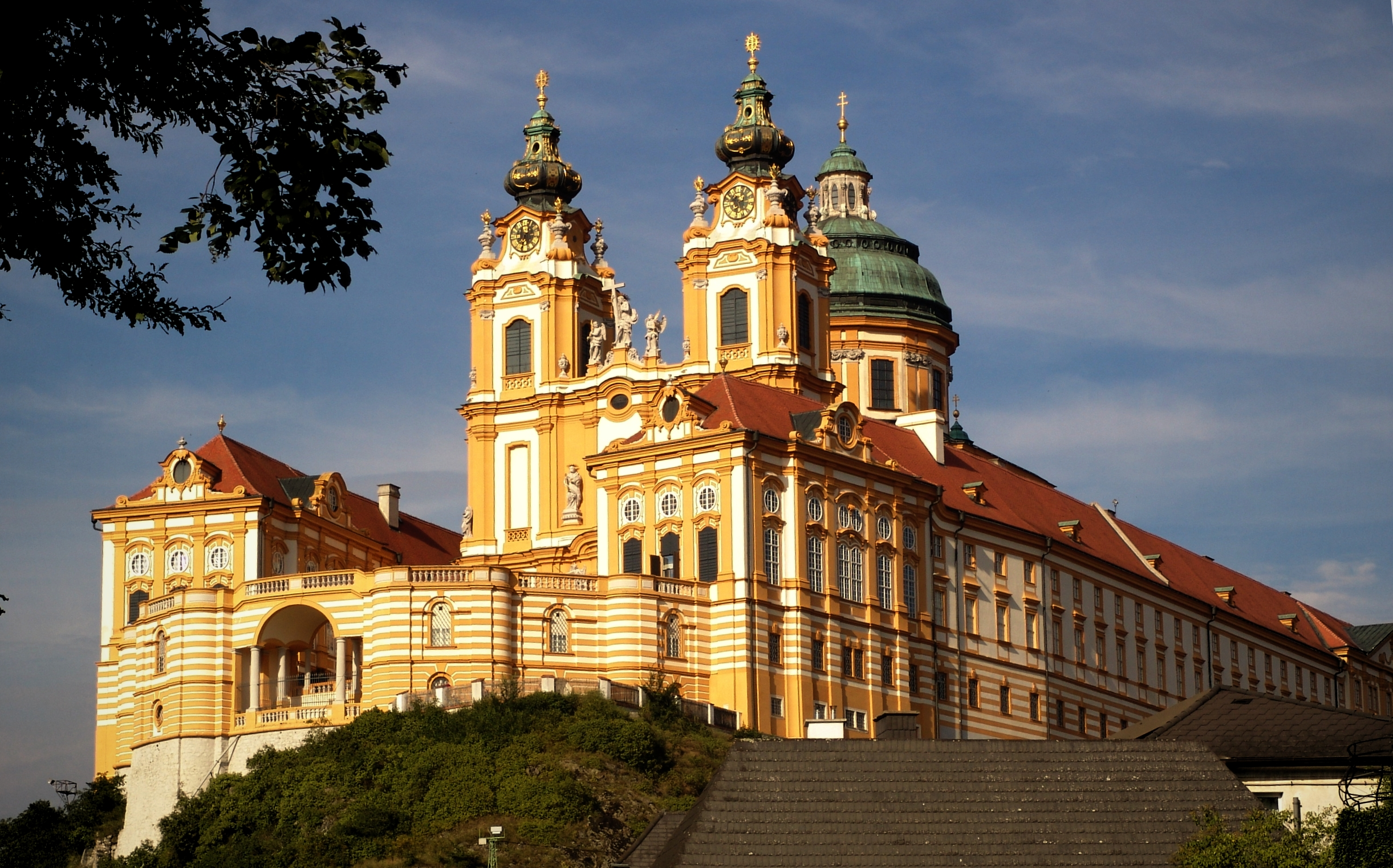
A melki apátság (épült 1702–1726)

Simon Prandtauer és Maria Lentsch egyetlen fia, hét lánytestvére volt. 17 éves korától Hans Georg Asamnál tanult a tiroli Schnannban. 1689-től Alsó-Ausztriában építőmesterként dolgozott. Albert Ernst Gurland gróf megrendelésére a thalheimi kastélyban előbb kertplasztikákat, majd egy kerti házat, végül kápolnát épített. Itt ismerkedett meg a grófnő szolgálójával, Elisabeth Rennbergerrel, akit 1702. július 17-én ugyanebben a kápolnában vett feleségül. 1701 és 1704 között Bécsben működött. Fő műve a melki apátság, amelynek épületcsoportján 1702-től élete végéig, 1726-ig dolgozott. Jelentős még a Sankt Florian-i kolostor, amelynek átalakítási munkáit Carlo Antonio Carlone építésztől vette át.

## Emlékezete
- Arcképe szerepelt az 1951-es osztrák ötvenschillinges bankjegyen.